# ماسیمو موراتی
ماسیمو موراتی (زاده ۱۶ مه ۱۹۴۵) میلیاردر اهل ایتالیا است. او فرزند آنجلو موراتی رئیس سابق باشگاه فوتبال اینتر میلان است و از سال ۱۹۹۵ تا ۲۰۱۴ مالک و مدیر باشگاه باشگاه فوتبال اینتر میلان بود. سرانجام موراتی در سال ۲۰۱۴، ۷۰ در صد از سهام اینتر میلان را به اریک توهیر مالک ثروتمند اندونزیایی فروخت.